# 通町駅

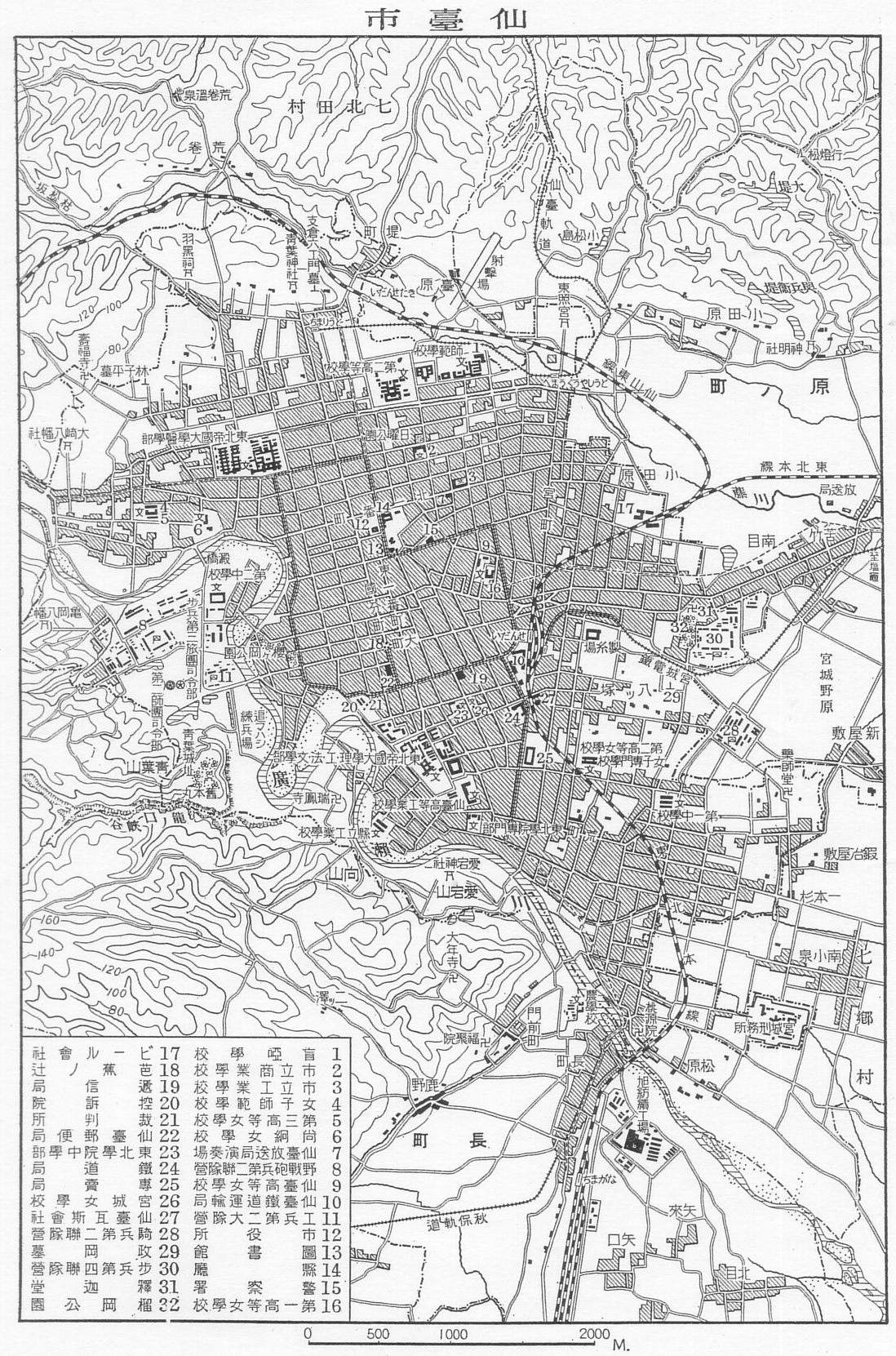
1927年（昭和2年）頃の仙台市および近郊地図。仙台鉄道（仙臺軌道）は地図の上の方。この地図では通町駅は北田町の西側に記されている。建設前の仙台市電北仙台線は予定線として点線で示されており、仙台鉄道と交差している。

通町駅（とおりちょうえき、とおりまちえき）または通丁駅は、かつて存在した仙台鉄道（仙台軌道）の駅である。宮城県仙台市にあった。
正式な読みは不明であり、通町駅が営業していた当時の地図では「とうりまちえき」、あるいは「とうりちやうえき」との平仮名表記（歴史的仮名遣）が見られる。
現在の仙台市では通町に表記が統一されており、「とおりちょう」と読むのが一般的である。

## 歴史
通町駅は1922年（大正11年）10月6日に開業した。この時は、仙台軌道（仙台鉄道）の起点駅だった。しかし仙台市電の建設がこの駅に大きな影響を及ぼすことになった。
路面電車である仙台市電は、仙台市の中心部に環状線を完成させた後、そこから分岐して四方へ延びる支線の建設を続けていた。この支線の一つである北仙台線の計画において、仙台鉄道と仙台市電の軌道が交差することが問題になった。これについて国は立体交差で北仙台線を建設するように仙台市へ指示したが、建設費用の問題から仙台市は仙台鉄道に対して平面交差を申し入れた。最終的には、仙台市が費用を負担することを条件に、仙台鉄道の通町駅から北仙台駅までの区間を廃止するということで両者が合意した。
こうした経緯を経て、通町駅は1937年（昭和12年）2月に廃止された。

## 所在地
通町駅のあった場所は、現在の住所で宮城県仙台市青葉区通町に当たる。
しかし、通町駅の詳細な位置については地図によって異なっている。青葉神社通と堤通との間を、それらと並んで南北に通じる北田町を基準にして、通町駅をその西側に記している地図と東側に記している地図がある。
北田町の東側に記している地図では、現在は東端が青葉神社通となっている北十番丁がそのまま東に延びて、さらに北田町との交差点を越えた先の突き当たり付近に通町駅を記している（北緯38度16分48.8秒 東経140度51分58.2秒 / 北緯38.280222度 東経140.866167度）。
他方、北田町の西側に記している地図では、北十番丁と北田町の交差点の南西角付近に通町駅を記している（北緯38度16分47.8秒 東経140度51分54.3秒 / 北緯38.279944度 東経140.865083度）。
この地域には小川を暗渠化した上に造られた小道が、北山五山の1つ資福寺の門前付近（北緯38度16分50秒 東経140度51分36.8秒 / 北緯38.28056度 東経140.860222度）から堤通まで（北緯38度16分47.9秒 東経140度52分4.6秒 / 北緯38.279972度 東経140.867944度）東西に通っている。この小道の東端に続いて仙台浅草が東西に通じ、宮城県道136号北仙台停車場線をはさんで仙台浅草の東方に仙台鉄道の北仙台駅があった。そのため、この小道の北田町より東側の区間および仙台浅草が仙台鉄道の廃線跡であり、通町駅もこの小道上にあったとする見方があるが、実際には起点を北仙台駅へ変更する際に本線を北へ13m移設したという記録が残っている。

## 駅周辺
- 青葉神社
- 北山五山
- 聖ドミニコ学院北仙台幼稚園
- 仙台市立通町小学校

## 隣の駅
仙台鉄道（仙台軌道）
仙台鉄道線
通町駅 - 北仙台駅